# Carlo De Stefani

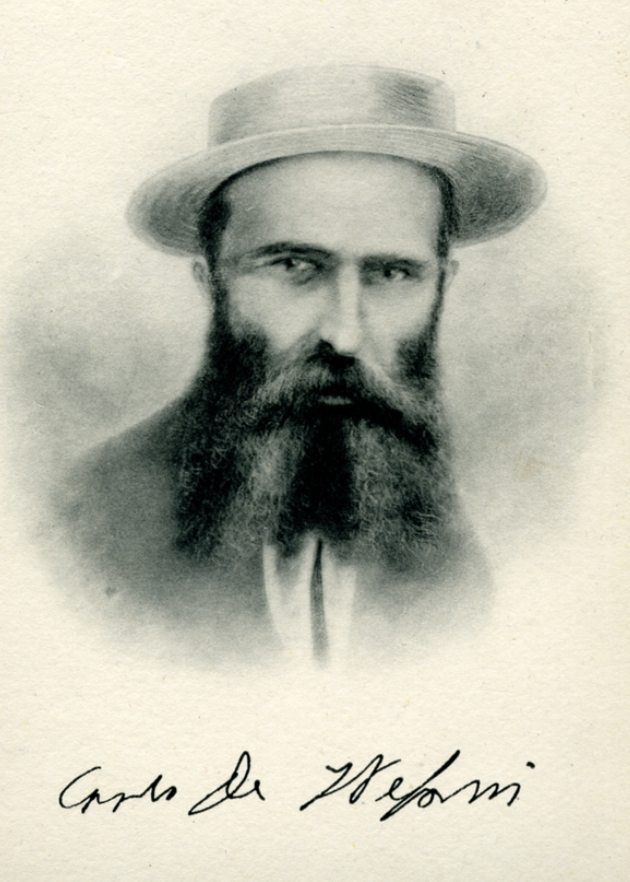
De Stefani (um 1896)

Carlo De Stefani (* 9. Mai 1851 in Padua; † 12. November 1924 in Florenz) war ein italienischer Geologe und Paläontologe.
Nach dem Schulabschluss in Livorno, wohin die Familie nach der Ausrufung des Königreichs Italien gezogen war, studierte Stefani Jura in Pisa mit dem Laurea-Abschluss 1870 mit einer Dissertation über politische Ökonomie. Er wurde Professor für Statistik und Ökonomie in Siena, begann sich aber auch mit Geologie und Paläontologie zu befassen, zunächst in den Apuanischen Alpen (woraus eine geologische Karte entstand, die er 1878 auf der Weltausstellung in Paris präsentierte), dann in Kalabrien. 1879 bis 1882 war er in eine heftige Kontroverse mit den offiziellen Erstellern der geologischen Karte der Apuanischen Alpen verwickelt, denen er mangelhafte Arbeit vorwarf. Das machte ihn teilweise unbeliebt unter italienischen Geologen (und entfremdete ihn auch seinem Lehrer Giuseppe Meneghini), verschaffte ihm aber auch Unterstützung. Ab 1882 arbeitete er mit dem Geologen Antonio Stoppani am Institut für höhere Studien in Florenz, dessen Nachfolger als Professor für Geologie und Geographie er 1885 wurde. In Florenz leitete er auch das Geologische Museum.
Von ihm stammen umfangreiche Arbeiten zur Stratigraphie, Tektonik, physischen Geographie und Paläontologie. Unter anderem befasste er sich mit tertiären Mollusken Italiens, der fossilen Flora des Perm und Karbon der Toskana (sein botanisches Autorenkürzel lautet „Stefani“), den Fossilien des Karbons aus Elba, Kreide-Fossilien aus dem Apennin und Libyen. Er und seine Schüler waren Pioniere in der geologischen Erforschung des Balkans.
Er war Mitglied der Società Geografica Italiana, der Accademia dei Lincei (1903), der Accademia Nazionale delle Scienze, der Accademia dei Georgofili und der belgischen geologischen Gesellschaft. Er war Mitgründer der italienischen malakologischen Gesellschaft (1874) und der italienischen geologischen Gesellschaft, deren Präsident er 1896 war. 1913 bis 1914 war er Präsident der italienischen anthropologischen Gesellschaft.